# Basels pendeltåg

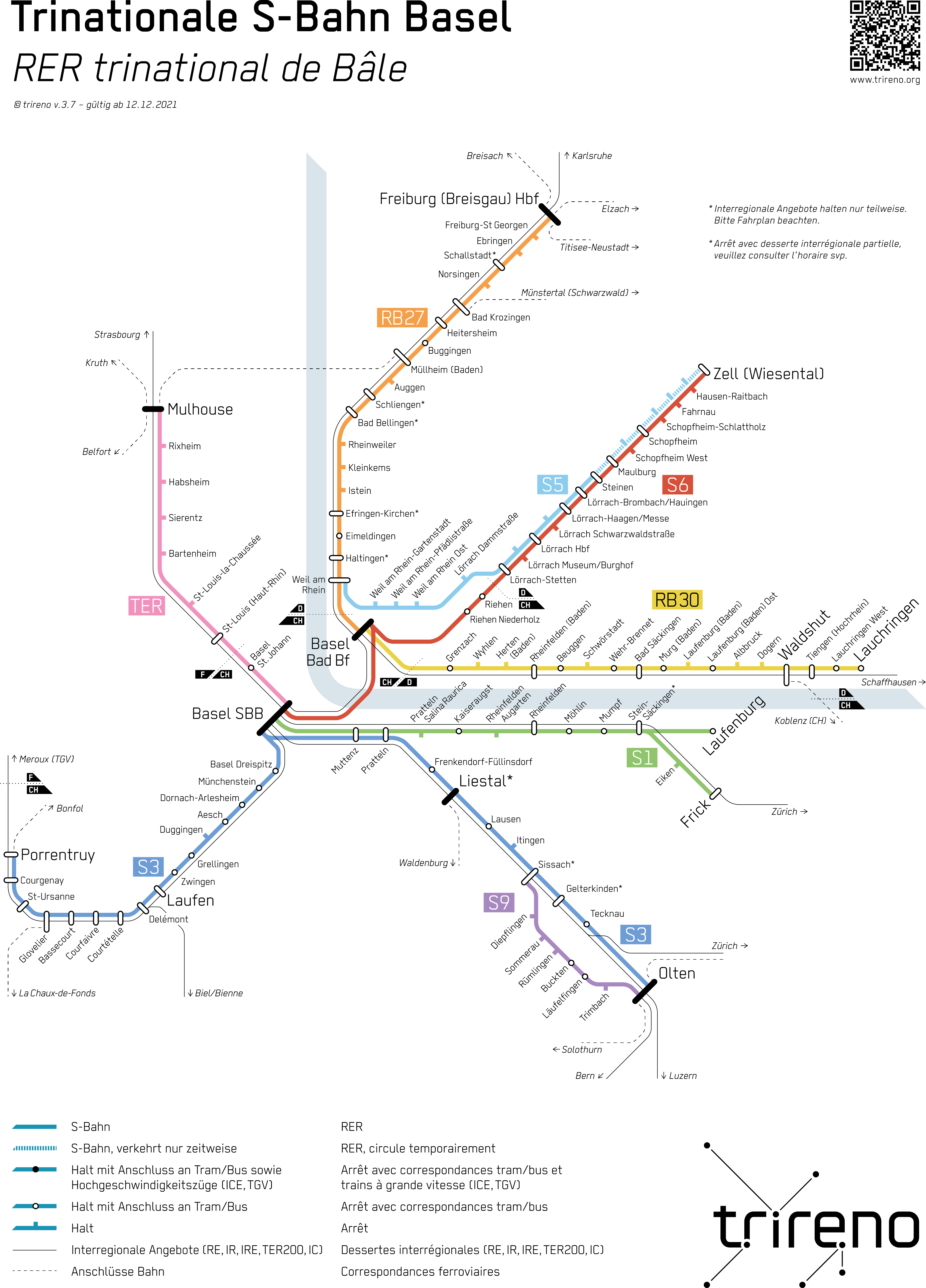
Nätkarta över Basels pendeltåg.

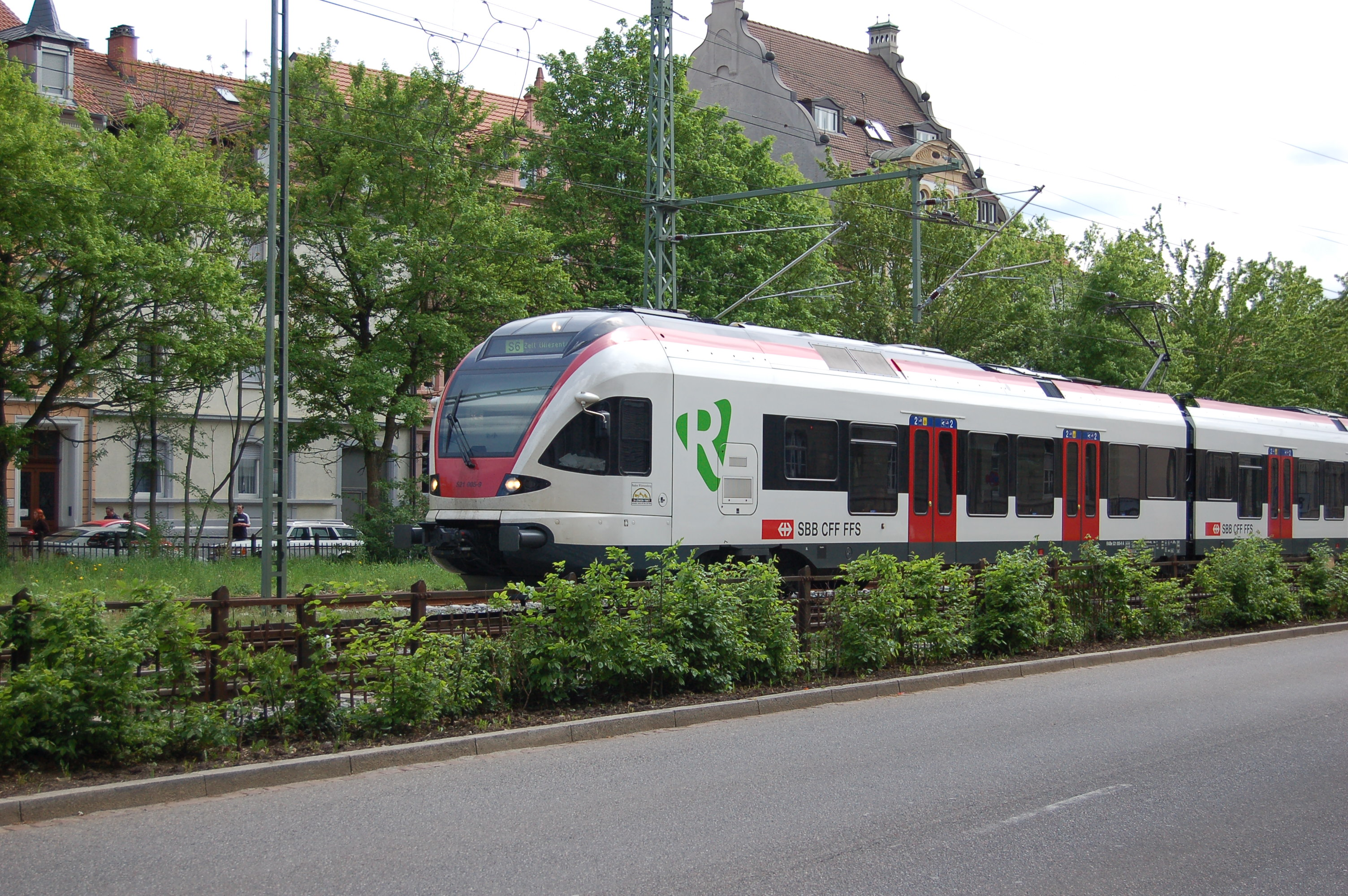
S5 vid Lörrach.

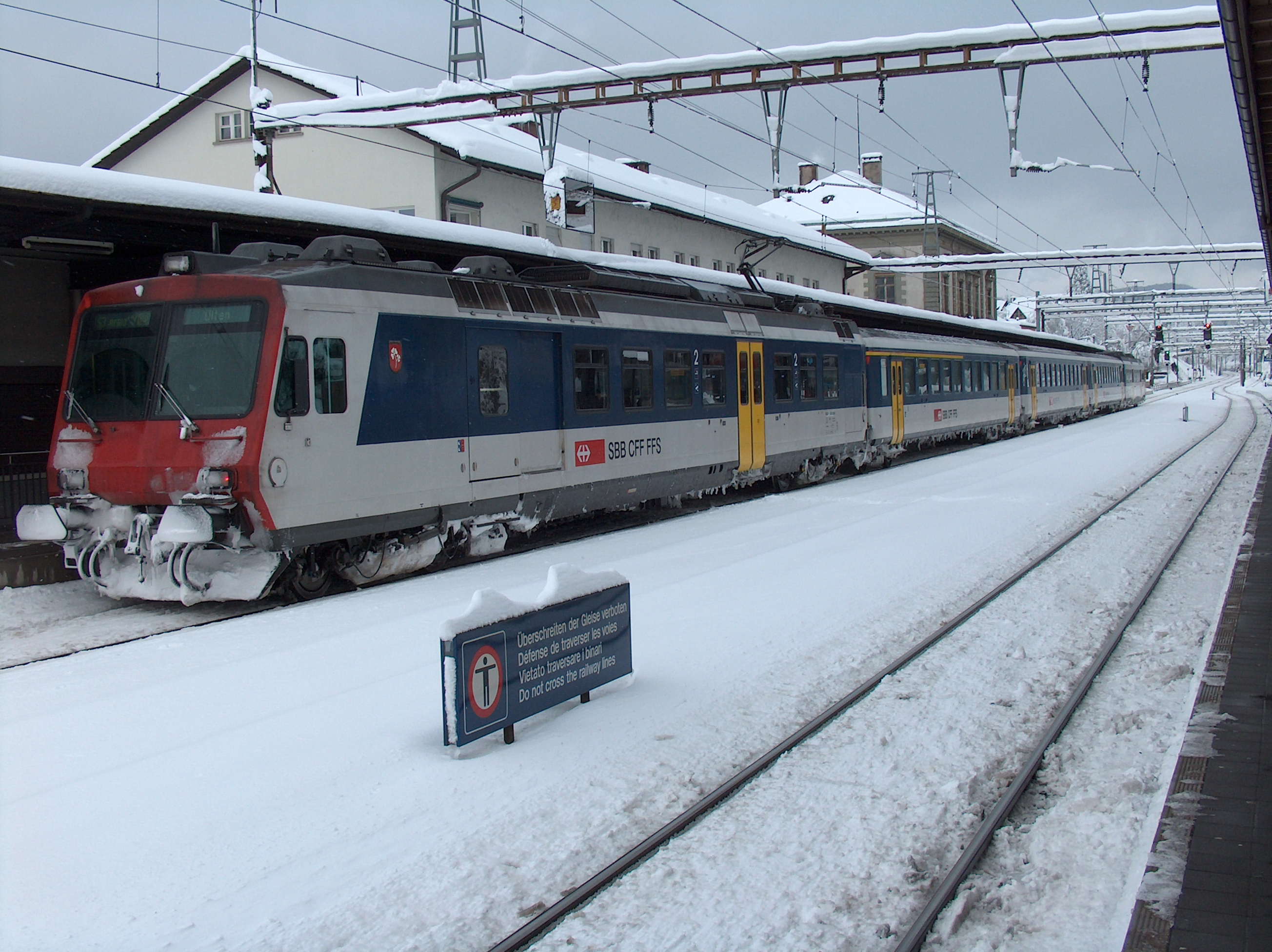
S9 vid Liestal.

Basels Pendeltåg, S-Bahn (Stadtbahn) avser den spårbundna lokaltrafiken i och kring staden Basel i Schweiz. Nätet når också Tyskland och Frankrike.
Trafiken körs av operatören SBB på uppdrag av de olika kantonerna och de tyska och franska regionerna.
Vagnarna drivs med 15000 volt växelström (utom 25000 volt i Frankrike) och går på vanliga järnvägar. Nätet är 357 km långt och har 108 stationer.
| Linje | Viktiga stationer                                                                  |
| ----- | ---------------------------------------------------------------------------------- |
| S1    | Basel SBB station – Rheinfelden – Frick / Laufenburg                               |
| S3    | Porrentruy – Delémont – Laufen – Basel SBB station – Sissach – Olten               |
| S5    | Weil am Rhein – Lörrach – Steinen                                                  |
| S6    | Basel SBB station – Lörrach – Schopfheim (Tyskland) – Zell im Wiesental (Tyskland) |
| S9    | Sissach – Läufelfingen – Olten                                                     |
| TER   | Basel – Mulhouse (Frankrike)                                                       |
| RB27  | Basel – Freiburg im Breisgau                                                       |
| RB30  | Basel – Rheinfelden (Baden) – Waldshut – Lauchringen                               |

Det finns regionaltågslinjer till Freiburg im Breisgau (Tyskland) och Waldshut (Tyskland) som i viss mån hör till nätet.
I Basel finns också ett spårvägsnät som bara går inom Schweiz förutom en enda hållplats i Frankrike. Det nätet har 12 linjer.